# Istanbul Bulls 2023
Questa voce raccoglie le informazioni riguardanti gli Istanbul Bulls nelle competizioni ufficiali della stagione 2023.

## 2. Lig 2023

### Stagione regolare
| Istanbul 16 luglio 2023, ore 16:00 2ª giornata | Istanbul Bulls | 33 – 6 | Hacettepe Red Deers | Yıldız Teknik Üniversitesi Stadyumu |

| Bursa 12 agosto 2023, ore 17:00 4ª giornata | Uludağ Timsahlar | 14 – 19 | Istanbul Bulls | Uludağ Üniversitesi Merkez Kampüsü Sentetik Sahası |

| Kırıkkale 27 agosto 2023, ore 17:00 6ª giornata | Kırıkkale Gunners | 0 – 33 | Istanbul Bulls | Yenişehir Stadyum |

### Playoff
| Istanbul 10 settembre 2023, ore 16:00 Semifinale | Istanbul Bulls | 23 – 0 | Ege Dolphins | Yıldız Teknik Üniversitesi Stadyumu |

| Sakarya 17 settembre 2023, ore 16:00 Finale | Istanbul Bulls | 33 – 2 | Hacettepe Red Deers | Sakarya Üniversitesi Skyfield |

## Statistiche di squadra
| Competizione      | %Vittorie | In casa | In casa | In casa | In casa | In casa | In casa | In trasferta | In trasferta | In trasferta | In trasferta | In trasferta | In trasferta | Totale | Totale | Totale | Totale | Totale | Totale |
| Competizione      | %Vittorie | G       | V       | N       | P       | Pf      | Ps      | G            | V            | N            | P            | Pf           | Ps           | G      | V      | N      | P      | Pf     | Ps     |
| ----------------- | --------- | ------- | ------- | ------- | ------- | ------- | ------- | ------------ | ------------ | ------------ | ------------ | ------------ | ------------ | ------ | ------ | ------ | ------ | ------ | ------ |
| Stagione regolare | 1.000     | 1       | 1       | 0       | 0       | 33      | 6       | 2            | 2            | 0            | 0            | 52           | 14           | 3      | 3      | 0      | 0      | 85     | 20     |
| Playoff           | 1.000     | 2       | 2       | 0       | 0       | 56      | 2       | 0            | 0            | 0            | 0            | 0            | 0            | 2      | 2      | 0      | 0      | 56     | 2      |
| Totale            | 1.000     | 3       | 3       | 0       | 0       | 89      | 8       | 2            | 2            | 0            | 0            | 52           | 14           | 5      | 5      | 0      | 0      | 141    | 22     |